# George Olshevsky
George Olshevsky (12 juni 1946 – 12 december 2021) was een Canadees-Amerikaans paleontoloog, publicist en wiskundige.
Na een studie wiskunde te Toronto, merkte Olshevsky dat hij goed in zijn levensonderhoud kon voorzien door bibliografieën te maken van alle stripreeksen van Marvel Comics waarvan hij tussen 1976 en 1988 een zestigtal delen publiceerde, geordend op superheld. Olshevsky verhuisde begin jaren tachtig naar de Verenigde Staten, eerst naar New York en uiteindelijk naar San Diego.
Hij bleef echter actief in de mathematica en verrichtte belangrijk werk in de studie van polychora, een concept dat hijzelf mede ontwikkelde. Olshevsky zou zijn grootste bekendheid bereiken door zijn paleontologisch werk, vooral in de nomenclatuur. Hij stelde lijsten op van alle fossiele Tetrapoda. Daarbij bleek hem dat er vele fouten gemaakt waren in de naamgeving. Door de lijsten te publiceren, bijvoorbeeld in zijn nieuwsbrief Archosaurian Articulations, kon hij die formeel corrigeren, zodat hij van zulke taxa de medenaamgever werd. Voor een groter publiek schreef hij populairwetenschappelijke artikelen en boeken.
Olshevsky ontwikkelde in het debat over de oorsprong van de vogels de Birds Came First (BCF)-hypothese. Voortbordurend op het werk van Gregory S. Paul die stelde dat groepen Maniraptora afstamden van een vliegende voorouder, opperde Olshevsky dat alle dinosauriërs voortkwamen uit kleine bevederde boombewonende vormen, die weliswaar fylogenetisch grotendeels geen vogels waren maar er in bouw sterk op leken. Het probleem bij het toetsen van deze hypothese is dat bossen weinig fossielen bewaren. Er zijn steeds meer aanwijzingen voor een verenkleed bij basale Archosauria maar de inderdaad vaak kleine basale voorouders van veel groepen tonen zelden heel duidelijke aanpassingen aan het klimmen. De hypothese werd uitgebreid bediscussieerd op de Dinosaur Mailing List, in de jaren negentig het dominante medium waarlangs paleontologen op het internet informatie over dinosauriërs uitwisselden.